# Print screen

Szabványos billentyűzet és a PrtScr gomb

A Print Screen (gyakran rövidítve mint Print Scrn, Prnt Scrn, Prt Scrn, Prt Scn, Prt Scr, Prt Sc vagy Pr Sc) egy gomb, amely a legtöbb számítógép billentyűzetén megtalálható. Általában a billentyűzet ugyanazon részén helyezkedik el, mint ahol a Break vagy a Scroll Lock gomb. A Print Screen elhelyezkedhet ugyanazon a gombon, mint a System Request. 

## Eredeti használat
Parancssoros operációs rendszereknél, mint például az MS-DOS, ezen billentyű lenyomásával a jelenlegi szöveges üzemmódú képernyőmemória puffere a nyomtatóportra másolódik, ami alapértelmezetten az LPT1. Lényegében a billentyű lenyomásának pillanatában látható képernyőtartalom ki lesz nyomtatva. A Ctrl és a Prt Sc billentyű egyidejű lenyomásával lehet ki- és bekapcsolni a “printer echo” funkciót.
Amikor a funkció be van kapcsolva, bármilyen a képernyőre szánt szöveges kimenet a nyomtatóra lesz másolva.
Van egy Unicode karakter is a Print Screen funkcióhoz,  U+2399 ⎙ print screen szimbólum.

## Modern felhasználás
Újabb, grafikus felhasználófelületet alkalmazó operációs rendszerek általában bitmap képként tárolják el a képernyő jelenlegi tartalmát, legtöbbször a vágólapra vagy hasonló tárolási területekre. Ezt a folyamatot magyarul képernyőkép-készítésnek is hívják. Néhány kezelőfelület engedélyezi a működés módosítását egy módosító billentyű, például a Ctrl billentyű lenyomásával. A Microsoft Windowsban ha a Prt Sc billentyűt nyomjuk le, akkor az egész képernyő tartalma mentésre kerül, ha viszont a Prt Sc és az Alt billentyűt egyidejűleg nyomjuk le, akkor a jelenleg kiválasztott ablak tartalma kerül csak mentésre.
A mentett kép bemásolható egy grafikus vagy szövegszerkesztő programba a Ctrl + V billentyűkombinációval vagy beszúrással.
A Prt Sc, bal Alt és bal ⇧ Shift billentyűk lenyomásával be lehet kapcsolni a magas kontraszt módot. (Ez a billentyűkombináció kikapcsolható a felhasználó által.)
A Windows 8 óta a Windows ⊞ Win  és Prt Sc billentyű lenyomásával a kép az alapértelmezett képek mappában kerül azonnali mentésre.